# 杉山大二郎
杉山 大二郎（すぎやま だいじろう）は、東京生まれ、埼玉県富士見市在住の日本の小説家。

## 来歴・人物
2013年11月にビジネス小説『至高の営業』（幻冬舎）でデビュー。
元リコージャパン株式会社の販売力強化センター長。
在職中は営業マン、営業マネジャーを経て、営業革新室長、販売企画センター長、CRM推進センター長を歴任。CRM、市場戦略、評価・報奨制度、セールスプロモーション、人材開発部門の統括責任者を務めた。2013年退職後は執筆活動のほか、徹底した現場主義による販売プロセス強化のスペシャリストとして、全国の企業で講演会や営業力強化を主軸とした経営コンサルタントを行っている。
AAA（エイベックス・マネジメント所属）のデビュー11周年記念オフィシャルブックであるドキュメント小説『あのとき、僕らの歌声は。』（幻冬舎）の構成を担当した。
織田信長を描いた長編歴史小説『嵐を呼ぶ男！』（徳間書店）が第九回日本歴史時代作家協会賞新人賞候補となった。
集英社文庫の「時代小説新シリーズ」として、『大江戸かあるて』シリーズが刊行中。

## 所属
- 一般社団法人 日本推理作家協会 会員[5]
- 歴史小説イノベーション操觚の会 事務局長 [6]

## 顧問契約先
- 環境のミカタ株式会社
- 株式会社ソルーナ

## 退任（旧所属）
- リコージャパン株式会社 販売力強化センター長
- 東京貿易メディシス株式会社 顧問
- 株式会社東和キャスト 顧問
- 株式会社共立アイコム 執行役員（非常勤）

## 著書
- 『至高の営業』幻冬舎（2013.11.7）
- 『ザ・マネジメント』幻冬舎（2016.4.7）
- 『嵐を呼ぶ男! NOBUNAGA』徳間書店（2019.11.22）
- 『アンソロジーしずおか 戦国の城』静岡新聞社（2020.9.16）※アンソロジー 収録作品「最後の城」
- さんばん侍シリーズ
  - 『さんばん侍 利と仁』小学館時代小説文庫（2021.3.10）
  - 『さんばん侍〈二〉 麒麟が翔ぶ』小学館時代小説文庫（2021.5.7）
- 『信長の血涙』幻冬舎時代小説文庫（2021.12.9）
- 大江戸かあるてシリーズ
  - 『大江戸かあるて 桜の約束』集英社文庫（2023.3.17）
  - 『大江戸かあるて 鍼のち晴れ』集英社文庫（2023.6.20）
  - 『大江戸かあるて 秋空に翔ぶ』集英社文庫（2024.1.19）
- 『アンソロジーしずおか 戦国の新説』静岡新聞社（2025.2.26）※アンソロジー 収録作品「哀しみの果てに」
- 『人事部長は新入社員 桜木美咲は逃げません』角川文庫（2025.3.22）

## WEB小説
- 『椿が落ちるとき』 栃木県 さくら市 公式WEBサイト[7]

## WEB連載
- コラム連載 経済産業省 中小企業庁 ミラサポplus『業績向上の仕組みづくり』（2021.6.16～）[8]

## テレビ出演
- 『マゼランの魂』テレビ東京（2012.9.16）

## 雑誌（インタビュー）
- 『BIG tomorrow』青春出版社（2014.1.25）
- 『週刊BCN』株式会社BCN (企業)（2014.4.17）
- 『FLASH (写真週刊誌)』光文社（2018.3.26）[9]